# Symplocos dolichotricha
Symplocos dolichotricha là một loài thực vật có hoa trong họ Dung. Loài này được Merr. miêu tả khoa học đầu tiên năm 1929.